# Älvsborg megye
Älvsborg megye (Älvsborgs län) Svédország egyik megyéje volt 1998. december 31-éig, amikor Göteborg & Bohus, valamint Skaraborg megyékkel összevonták, hogy megalakítsák Västra Götaland megyét. Dalsland tartományból és Västergötland tartomány keleti részéből állt. A megyeszékhely Vänersborg városa volt.

Älvsborg Svédország térképén

Habo és Mullsjö járásokat Jönköping megyéhez csatolták 1999. január 1-jén.

## Kormányzók
- David Makeléer (1693–1708)
- Axel von Faltzburg (1708–1710)
- Anders Sparrfelt (1710–1716)
- Gustaf Fock (1716–1725)
- Olof Gyllenborg (1725–1733)
- Johan Palmfelt (1733–1739
- Axel Erik Roos (1740–1749)
- Carl Broman (1749–1751)
- Adolf Mörner (1751–1756)
- Johan Råfelt (1756–1763)
- Mauritz Posse (1763–1769)
- Sven Cederström (1769–1775)
- Michaël von Törne (1775–1785)
- Fredric Lilliehorn (1785–1809)
- Johan Adam Hierta (1810)
- Lars Hierta (1810–1815)
- Per Adolph Ekorn (1816–1817)
- Carl Georg Flach (1817–1825)
- Paul Sandelhjelm (1825–1850)
- Bengt Carl Bergman (1851–1858)
- Eric Sparre (1858–1886)
- Wilhelm Lothigius (1886–1905)
- Karl Husberg (1905–1922)
- Axel von Sneidern (1922–1941)
- Vilhelm Lundvik (1941–1949)
- Arvid Richert (1949–1954)
- Mats Lemne (1955–1970)
- Gunnar von Sydow (1970–1978)
- Göte Fridh (1978–1991)
- Bengt K.Å. Johansson (1991–1997)

## Lásd még
- Västra Götaland megye kormányzói
- Svéd megyekormányzók